# Etologia
L'etologia (del grec «ηθος»  ethos, costum, i «λóγος»  logos, raonament, estudi, ciència) és la branca de la biologia i de la psicologia experimental que estudia el comportament dels animals en llibertat o en condicions de laboratori, encara que són més coneguts pels estudis de camp. Un científic especialitzat en etologia s'anomena etòleg.
L'etologia correspon a l'estudi de les característiques conductuals distintives d'un grup determinat i com aquestes evolucionen per a la supervivència. L'etologia no solament té per objecte l'estudi el comportament animal, ja que els éssers humans, com a animals, també formen part del camp d'estudi de l'etologia. Aquesta especialització es coneix amb el nom d'etologia humana.
El terme va ser popularitzat pel científic americà William Morton Wheeler el 1902. Els qui projectaren l'etologia com a disciplina independent, foren Konrad Lorenz, Niko Timbergen i Karl von Frisch (descobridor de la «dansa de les abelles» per indicar la posició dels recursos). Els seus estudis es veieren premiats amb el premi Nobel de Medicina o Fisiologia el 1973 pels seus estudis.
Els objectius dels etòlegs són l'estudi de la conducta, del instint i el descobriment de les pautes que guien l'activitat innata o apresa de les diferents espècies animals. Així, els etòlegs han estudiat en els animals aspectes com ara l'agressivitat, l'aparellament, el desenvolupament del comportament, la vida social, l'empremta i molts altres. En estat salvatge, els animals es manegen amb certs codis imposats per la mateixa lluita per la supervivència, per ser el més apte per dirigir un estol, colla o ramat, o guanyar-se el dret a menjar o a copular.

## Història de l'etologia
A principis del segle xx es va crear la psicologia comparada, que consistia en l'estudi de la conducta i les capacitats psicològiques de les diferents espècies animals i que, en aquest sentit, considerava la conducta humana com un els molts tipus de conducta animal. Els conductistes van utilitzar aquest mètode en els seus estudis, però a partir de 1973, quan els científics Konrad Lorenz, Karl R. von Frisch i Niko Tinbergen van rebre el Premi Nobel pels seus estudis sobre la conducta dels animals, l'etologia va començar a considerar ciència amb tot el dret, i la psicologia comparada es va integrar en aquesta nova ciència.
A Europa, la investigació del comportament animal es va desenvolupar ressaltant els estudis de camp i les conductes instintives. Hem de destacar alguns dels més brillants etòlegs: Konrad Lorenz, amb el seu estudi sobre l'empremta en les oques; Karl von Frisch, centrat en el sistema de comunicació de les abelles, i Niko Tinbergen, interessat en l'estudi sobre l'instint en l'espinós. Als Estats Units, durant la primera meitat del segle xx, va destacar una investigació del comportament animal centrada en les conductes apreses en mitjans controlats. Aquestes investigacions van donar lloc a la psicologia comparada i al conductisme.
El 1951, Niko Tinbergen va publicar  The Study of Instinct  ( L'estudi de l'instint ), on planteja les quatre preguntes sobre les quals es recolza l'etologia (causacional, del desenvolupament o ontogenètic, evolució i filogenètic), i s'encarrega de fer una distinció entre la psicologia comparada i l'etologia. El 1966, Robert Hinde en fa una síntesi de les dues, i en distingeix els aspectes més destacables de cadascuna.

## Els quatre perquès etològics

### Causal
Intenta esbrinar la causa directa del comportament. Podem fer aquí dues dicotomies sobre el tema:
- Causa interna o externa

La causa interna és un model de caixa oberta, intenta explicar la causa a escala fisiològica. La causa externa intenta respondre a la pregunta de quina causa externa ha desencadenat la resposta etològica, com si d'un model de caixa tancada fora, sense preocupar-se del motiu fisiològic.
- Model de maquinari i programari

El model de maquinari intenta explicar les causes que es veuen, les causes sensibles de ser estudiades directament. El model de programari intenta explicar les causes que no es veuen, en general cognitives, encara que aquesta definició és discutida.

### Desenvolupament sostenible
Intenta esbrinar el comportament etològic de l'organisme de l'ésser humà, ocasionat per les anteriors situacions o causes fetes pels animals.

### Evolutiu
Intenta respondre quins beneficis obté l'animal d'un comportament i quins avantatges evolutius ha tingut perquè aquest sigui seleccionat. Per exemple, quin avantatge evolutiu obté una gallina de cuidar les seves cries i no abandonar-les.

### Filogenètic
Intenta respondre a la pregunta de quan va aparèixer aquest comportament en la història evolutiva de l'espècie.

## Comportaments innats i apresos
Un altre problema que aborda l'etologia és si un comportament té bases genètiques o és bàsicament après. Durant dècades, molts etòlegs -entre ells Konrad Lorenz -, proposaven que un comportament o era innat o après. En canvi, altres científics de la branca de la psicologia i altres de branques diferents afirmaven que els comportaments podien tenir característiques dels dos tipus. Finalment, es va arribar a la conclusió que, encara que un factor sigui innat o après, en moltes ocasions té part d'ambdues coses: requereix aprenentatge o un coneixement innat per al seu correcte desenvolupament.

## Definicions d'etologia
Existeix certa tendència dins de l'etologia a eludir-ne una definició formal, i les definicions existents són àmplies i ambigües. Algunes de les definicions d'etologia són les següents:
- 1951 - Nikolaas Tinbergen: Estudi objectiu del comportament (més tard  estudi biològic de la conducta).
- 1979 - Irenäus Eibl-Eibesfeldt: Estudi comparat del comportament.
- 2009 - Manuel Soler:  La ecologia del comportament (originada per l'enfocament adaptacionista de la etologia) ha aconseguit un protagonisme tan marcat que se la pot considerar com l'etologia moderna.[3]